# Joel Waterman
Joel Robert Waterman (Langley, 24 gennaio 1996) è un calciatore canadese, difensore del Chicago Fire e della nazionale canadese.

## Carriera

### Club
Waterman esordisce nel calcio dilettantistico nel 2016, anno in cui milita nel Kitsap Pumas e con la quale colleziona 11 presenze nel campionato PDL.
L’anno seguente torna in Canada per giocare con il TSS Rovers, con cui colleziona 11 presenze e nessuna rete.
Nel 2018 gioca nel Calgary Foothills, militante nella USL League Two. Colleziona 14 presenze.
L'anno seguente si accasa nella nuova società di Calgary, il Cavalry. Il 4 marzo debutta nella CPL contro lo York9. Il 5 ottobre seguente realizza la prima rete da professionista contro l'HFX Wanderers.
Il 14 gennaio 2020 passa al Montréal Impact, divenendo il primo calciatore a passare dalla massima serie canadese alla MLS. Il 19 febbraio esordisce con gli Impact subentrando durante la metà del primo tempo a Camacho nella partita di Champions League contro il Saprissa, valida per l'andata degli ottavi di finale della competizione. Il 29 febbraio esordire in MLS nella prima giornata di campionato contro il N.E. Revolution.
Il 20 agosto 2025 si trasferisce a titolo definitivo al Chicago Fire.

### Nazionale
L'11 novembre 2022, a seguito della convocazione da parte del CT John Herdman, esordisce con il Canada disputando da titolare l’amichevole disputata contro il Bahrein. Successivamente, viene confermato dal selezionatore e convocato per il campionato mondiale in Qatar.

## Statistiche
Statistiche aggiornate al 20 agosto 2025.
| Stagione           | Squadra            | Campionato         | Campionato | Campionato | Coppe nazionali | Coppe nazionali | Coppe nazionali | Coppe continentali | Coppe continentali | Coppe continentali | Altre coppe | Altre coppe | Altre coppe | Totale | Totale |
| Stagione           | Squadra            | Comp               | Pres       | Reti       | Comp            | Pres            | Reti            | Comp               | Pres               | Reti               | Comp        | Pres        | Reti        | Pres   | Reti   |
| ------------------ | ------------------ | ------------------ | ---------- | ---------- | --------------- | --------------- | --------------- | ------------------ | ------------------ | ------------------ | ----------- | ----------- | ----------- | ------ | ------ |
| 2016               | Kitsap Pumas       | PDL                | 11         | 0          | USOC            | 2               | 0               |                    | -                  | -                  |             | -           | -           | 13     | 0      |
| 2017               | TSS Rovers         | PDL                | 11         | 0          | -               | -               | -               |                    | -                  | -                  |             | -           | -           | 11     | 0      |
| 2018               | Calgary Foothills  | PDL                | 14+3       | 0          | -               | -               | -               |                    | -                  | -                  |             | -           | -           | 17     | 0      |
| 2019               | Cavalry            | CPL                | 21+1       | 1          | CC              | 3               | 0               |                    | -                  | -                  |             | -           | -           | 24     | 1      |
| 2020               | CF Montréal        | MLS                | 7          | 0          | CC              | -               | -               | CCL                | 3                  | 0                  |             | -           | -           | 10     | 0      |
| 2021               | CF Montréal        | MLS                | 22         | 0          | CC              | 3               | 0               |                    | -                  | -                  |             | -           | -           | 25     | 0      |
| 2022               | CF Montréal        | MLS                | 32         | 3          | CC              | 1               | 0               | CCL                | 3                  | 0                  |             | -           | -           | 36     | 3      |
| 2023               | CF Montréal        | MLS                | 28         | 1          | CC              | 3               | 0               |                    | -                  | -                  | LC          | 2           | 0           | 33     | 1      |
| 2024               | CF Montréal        | MLS                | 26+1       | 0          | CC              | 1               | 0               |                    | -                  | -                  | LC          | 3           | 0           | 31     | 0      |
| gen.-ago. 2025     | CF Montréal        | MLS                | 18         | 0          | CC              | 3               | 1               |                    | -                  | -                  | LC          | 3           | 0           | 24     | 1      |
| Totale CF Montréal | Totale CF Montréal | Totale CF Montréal | 133+1      | 4          |                 | 11              | 1               |                    | 6                  | 0                  |             | 8           | 0           | 160    | 5      |
| ago.-dic. 2025     | Chicago Fire       | MLS                | -          | -          | USOC            | -               | -               | -                  | -                  | -                  | LC          | -           | -           | -      | -      |
| Totale carriera    | Totale carriera    | Totale carriera    | 190        | 5          |                 | 13              | 1               |                    | 6                  | 0                  |             | 8           | 0           | 212    | 6      |

### Cronologia presenze e reti in nazionale
| Cronologia completa delle presenze e delle reti in nazionale ― Canada | Cronologia completa delle presenze e delle reti in nazionale ― Canada | Cronologia completa delle presenze e delle reti in nazionale ― Canada | Cronologia completa delle presenze e delle reti in nazionale ― Canada | Cronologia completa delle presenze e delle reti in nazionale ― Canada | Cronologia completa delle presenze e delle reti in nazionale ― Canada | Cronologia completa delle presenze e delle reti in nazionale ― Canada | Cronologia completa delle presenze e delle reti in nazionale ― Canada |
| Data                                                                  | Città                                                                 | In casa                                                               | Risultato                                                             | Ospiti                                                                | Competizione                                                          | Reti                                                                  | Note                                                                  |
| --------------------------------------------------------------------- | --------------------------------------------------------------------- | --------------------------------------------------------------------- | --------------------------------------------------------------------- | --------------------------------------------------------------------- | --------------------------------------------------------------------- | --------------------------------------------------------------------- | --------------------------------------------------------------------- |
| 11-11-2022                                                            | Manama                                                                | Bahrein                                                               | 2 – 2                                                                 | Canada                                                                | Amichevole                                                            | -                                                                     |                                                                       |
| 17-11-2022                                                            | Dubai                                                                 | Giappone                                                              | 1 – 2                                                                 | Canada                                                                | Amichevole                                                            | -                                                                     | 71’                                                                   |
| 23-3-2024                                                             | Frisco                                                                | Canada                                                                | 2 – 0                                                                 | Trinidad e Tobago                                                     | CONCACAF Nations League 2023-2024 - play-off                          | -                                                                     |                                                                       |
| 7-9-2024                                                              | Kansas City                                                           | Stati Uniti                                                           | 1 – 2                                                                 | Canada                                                                | Amichevole                                                            | -                                                                     | 70’                                                                   |
| 15-10-2024                                                            | Toronto                                                               | Canada                                                                | 2 – 1                                                                 | Panama                                                                | Amichevole                                                            | -                                                                     | 90+1’                                                                 |
| 15-11-2024                                                            | Paramaribo                                                            | Suriname                                                              | 0 – 1                                                                 | Canada                                                                | CONCACAF Nations League 2024-2025 - Quarti di finale                  | -                                                                     | 54’                                                                   |
| 10-6-2025                                                             | Toronto                                                               | Canada                                                                | 0 – 0 (4 – 5 dtr)                                                     | Costa d'Avorio                                                        | Amichevole                                                            | -                                                                     | 31’                                                                   |
| 17-6-2025                                                             | Vancouver                                                             | Canada                                                                | 6 – 0                                                                 | Honduras                                                              | Gold Cup 2025 - 1º turno                                              | -                                                                     |                                                                       |
| 21-6-2025                                                             | Houston                                                               | Curaçao                                                               | 1 – 1                                                                 | Canada                                                                | Gold Cup 2025 - 1° turno                                              | -                                                                     |                                                                       |
| 24-6-2025                                                             | Houston                                                               | Canada                                                                | 2 – 0                                                                 | El Salvador                                                           | Gold Cup 2025 - 1º turno                                              | -                                                                     | 57’                                                                   |
| Totale                                                                |                                                                       | Presenze                                                              | 10                                                                    |                                                                       | Reti                                                                  | 0                                                                     |                                                                       |

## Palmarès

### Competizioni nazionali
- USL League Two: 1

Calgary Foothills: 2018
- Canadian Championship: 1

CF Montréal: 2021